# Audra Mae
Audra Mae (* 20. února 1984, Oklahoma City, USA) je americká folk-rocková zpěvačka. Je vzdálenou neteří americké zpěvačky Judy Garlandové.

## Diskografie
- The Happiest Lamb (2010)
- Audra Mae and The Almighty Sound (2012)

### Singly
- Addicted to You (2014) - vyšlo na albu True švédského hudebního producenta Avicii[1]
- Feeling Good (2015) - singl producenta a DJ Aviciiho